# Den lille Rødhætte (film fra 1901)
Den lille Rødhætte er en fransk stumfilm fra 1901 af Georges Méliès.